# Attilio Moresi
Attilio Moresi, detto Tilo (Viganello, 26 luglio 1933 – Valcolla, 25 aprile 1995), è stato un ciclista su strada svizzero.
Professionista dal 1956 al 1965, vinse un'edizione del Tour de Suisse.

## Carriera
Moresi partecipò dieci volte al Tour de Suisse, che vinse nel 1961, e cinque volte al Tour de Romandie. Fuori dalla natìa Svizzera, prese parte a cinque edizioni del Giro d'Italia e a tre Tour de France.
Nel 1955 divenne campione svizzero nella categoria dilettanti, mentre nel 1963 ottenne il titolo tra i professionisti. Morì a Piandera, frazione di Valcolla.

## Palmarès
- 1953 (dilettanti)

Giro del Mendrisiotto
- 1961 (Baratti-Milano, una vittoria)

Classifica generale Tour de Suisse
- 1963 (Cynar, due vittorie)

4ª tappa Tour de Suisse (Mendrisio > Campo dei Fiori-Varese)
Campionati svizzeri, Prova in linea

## Piazzamenti

### Grandi Giri
- Giro d'Italia

1957: 59º
1961: 23º
1962: ritirato
1963: 66º
1964: 79º
- Tour de France

1959: ritirato (13ª tappa)
1960: ritirato (9ª tappa)
1962: ritirato (1ª tappa)

### Classiche monumento
- Milano-Sanremo

1957: 65º
1958: 98º
1963: 130º
- Giro di Lombardia

1959: 114º

### Competizioni mondiali
- Campionati del mondo

Lugano 1953 - In linea Dilettanti: 10º
Frascati 1955 - In linea Dilettanti: 25º
Waregem 1957 - In linea: ritirato
Reims 1958 - In linea: ritirato
Zandvoort 1959 - In linea: 37º
Karl-Marx-Stadt 1960 - In linea: ritirato
Berna 1961 - In linea: 30º
Salò 1962 - In linea: ritirato
Ronse 1963 - In linea: ritirato
Sallanches 1964 - In linea:ritirato